# Операція «Провайд Проміс»
Операція «Провайд Проміс» (англ. Operation Provide Promise) — військова операція повітряних та військово-морських сил США за підтримки військової авіації інших держав світу з доставки гуманітарної допомоги до Боснії й Герцеговини, на фоні Боснійської війни, що спалахнула після розпаду Югославії.

## Зміст

### Передумови
3 березня 1992 року переважно мусульманська частина Боснії та Герцеговини проголосила незалежність від Югославії, на що спочатку югославські, а згодом сербські збройні сили відповіли захопленням значної частини знов створеної країни. Боснійські серби, чиєю стратегічною метою було створення нової Республіки Сербської, яка мала включати частини боснійської території, оточили Сараєво силами чисельністю близько 13.000 осіб і взяли його в облогу. На довколишніх пагорбах були розміщені артилерія, міномети, танки, зенітні гармати, важкі кулемети, реактивні системи залпового вогню, звідки проводилися обстріли й атаки на місто. Починаючи з 2 травня 1992 року серби почали блокувати місто. Боснійські урядові збройні сили всередині обложеного міста, що налічували 70.000 війська, були погано озброєні і не мали змоги прорвати блокаду.
У квітні 1992 року Сполучені Штати Америки визнали незалежність Боснії та Герцеговини, а після того, як у місті Сараєво та навколишніх селах виник дефіцит продуктів, організували перші поставки гуманітарних вантажів на аеродром Сараєво. На почату травня сербські сили узяли цей аеродром під свій контроль, остаточно відрізавши місто з населенням понад 300 000 мешканців від їжі та інших речей першої необхідності.
Після переговорів з ворогуючими сторонами, ООН організувала міжнародну допомогу постраждалим боснійцям шляхом доставляння вантажівок з продовольством з Хорватії до Сараєво. Наприкінці червня 1992 року сили ООН повернули контроль над аеропортом собі. З цього моменту американські збройні сили розпочали гуманітарну операцію з перекидання повітрям необхідного, у першу чергу їжі, обложеному місту.

### Операція
Європейське командування ЗС США на виконання міжнародних зобов'язань організувало об'єднану оперативну групу, котре очолило Повітряне командування в Європі, на яку покладалися завдання з повітряного перекидання необхідних вантажів до Сараєво — операцію «Провайд Проміс». 3 липня 1992 року перший американський транспортний літак C–130 доставив продовольство та медикаменти до Сараєво. Більшість перельотів здійснювалось американською авіацією з авіабази Рейн-Майн у Німеччині, а також з проміжних аеродромів у Загребі в Хорватії та Авіано в Італії.
До кінця 1992 року американські літаки доставили в Сараєво 5 400 тонн вантажів. Поступово до операції приєдналися ще 15 країн. 3 вересня 1992 року стався інцидент, коли внаслідок обстрілу з землі був збитий транспортний літак G.222 італійських Повітряних сил. Загинуло 4 члени екіпажу та 4 французькі пасажири.
З січня 1993 року після вступу в посаду нового Президента країни Б.Клінтона масштаби операції значно зросли. На фоні різкого загострення обстановки й блокади сербами мусульманських анклавів у східній Боснії, які унеможливили доставку гуманітарних вантажів автомобільним транспортом ООН, американський президент затвердив пропозицію щодо скидання продовольства та медикаментів парашутним способом. 28 лютого 1993 року американські літаки C–130 почали скидати вантаж парашутами над анклавами Тузла, Сребрениця, Жепа та Горажде. Десантування вантажних платформ здійснювалось вночі з висоти понад 3 000 м для запобігання ураження наземними засобами ППО сербів, у тому числі ПЗРК.
27 березня 1993 року до операції приєднались французькі повітряні сили, а наступного дня — Повітряні сили Німеччини.
19 серпня 1994 року відбувся останній виліт з викиданням з повітря вантажів обложеним боснійцям.
До кінця операції «Провайд Проміс» союзна авіація з 21 країни здійснила 12 886 літако-вильотів, доставивши 159 622 тонни продовольства, медикаментів, інших вантажів та провівши евакуацію 1 300 поранених і хворих людей. Американська авіація здійснила 3 591 виліт літаками C-130, 236 — C–141 та 10 C-17, які сіли на аеродроми й доставили 62 801,5 тонну вантажів; а також C-130 провели 2 222 літако-вильоти для парашутного викидання вантажу (всього десантовано 28 748 контейнерів та 1 185 тюків типу «TRIADS» (англ. tri-wall aerial delivery system)).

## Відео
- Operation Provide Promise